# Esther Akinsulie
Esther Akinsulie (née le 22 avril 1984 à Winnipeg) est une athlète canadienne, spécialiste du 400 mètres.

## Biographie
En 2009, Esther Akinsulie remporte deux médailles lors de l'Universiade organisée à Belgrade : l'argent sur 400 mètres, en 51 s 70, et l'or sur 4 × 400 mètres, aux côtés de Carline Muir, Amonn Nelson et Kimberly Hyacinthe.
Sa saison 2010 est ternie par une blessure au tendon d'Achille. Elle revient à la compétition en 2011, aux championnats du Canada, en remportant l'argent sur 400 mètres et le bronze sur 200 mètres.
Elle participe aux championnats du monde 2009 et 2011 sur 4 × 400 mètres, mais le relais canadien est à chaque fois éliminé en séries.
En février 2013, Esther Akinsulie subit un contrôle antidopage positif à un diurétique et est suspendue pour une durée de six mois.

## Palmarès
| Date | Compétition             | Lieu           | Résultat | Épreuve   | Temps         |
| ---- | ----------------------- | -------------- | -------- | --------- | ------------- |
| 2005 | Jeux de la Francophonie | Niamey         | 2e       | 4 × 400 m | 3 min 40 s 96 |
| 2007 | Jeux panaméricains      | Rio de Janeiro | 6e       | 4 × 400 m | 3 min 32 s 37 |
| 2009 | Universiade             | Belgrade       | 2e       | 400 m     | 51 s 70       |
| 2009 | Universiade             | Belgrade       | 1re      | 4 × 400 m | 3 min 33 s 09 |
| 2009 | Jeux de la Francophonie | Beyrouth       | 3e       | 200 m     | 23 s 63       |
| 2009 | Jeux de la Francophonie | Beyrouth       | 1re      | 4 × 400 m | 3 min 35 s 95 |

### Records
| Épreuve    | Performance | Lieu        | Date           |
| ---------- | ----------- | ----------- | -------------- |
| 200 mètres | 23 s 24     | Baton Rouge | 17 avril 2010  |
| 400 mètres | 51 s 70     | Belgrade    | 9 juillet 2009 |